# بیف الیوت
بیف الیوت (انگلیسی: Biff Elliot؛ ۲۶ ژوئیهٔ ۱۹۲۳ – ۱۵ اوت ۲۰۱۲) هنرپیشه اهل ایالات متحده آمریکا بود. وی بین سال‌های ۱۹۴۸ تا ۲۰۰۱ میلادی فعالیت می‌کرد.

## گزیده فیلمشناسی
از فیلم‌ها یا برنامه‌های تلویزیونی که وی در آن نقش داشته‌است می‌توان به آثار زیر اشاره کرد.
- تپه پورک چاپ (۱۹۵۹)
- کاچ (فیلم) (۱۹۷۱)
- ببر را نجات بده (۱۹۷۳)
- صفحه اول (فیلم ۱۹۷۴) (۱۹۷۴)